# Physalospora ephedrae
Physalospora ephedrae är en lavart som beskrevs av Syd. & P. Syd. 1913. Physalospora ephedrae ingår i släktet Physalospora och familjen Hyponectriaceae.   Inga underarter finns listade i Catalogue of Life.